# Lina Galli
Lina Galli (Parenzo, 1899 – Trieste, 24 giugno 1993) è stata una poetessa e scrittrice italiana.

## Biografia
Nata a Parenzo, allora appartenente all'Impero austro-ungarico, dopo l'annessione dell'Istria all'Italia visse nella sua città natale fino al 1931; conseguito il diploma magistrale a Capodistria, si trasferì a Trieste dove insegnò alle scuole elementari.
Nel 1936 partecipò alle competizioni d'arte dell'Olimpiade di Berlino. A Trieste frequentò il Circolo della Cultura e delle Arti oltre ai caffè culturali della città, e allacciò nel tempo amicizie con Marcello Fraulini, Virgilio Giotti, Umberto Saba, Italo Svevo, Pier Antonio Quarantotti Gambini, Marcello Mascherini, Dyalma Stultus e Pedra Zandegiacomo, per citare i più importanti.
Nel 1950 si occupò della stesura della biografia di Italo Svevo assieme alla vedova Livia Veneziani, che è stata in seguito tradotta in tedesco e inglese.
Poco prima della morte ricevette il Premio Tagliacozzo. Scrisse per Difesa Adriatica, Pagine Istriane, La Voce Giuliana, La Porta Orientale e Il Piccolo.
Nella sua poetica intimista adottò uno stile ermetico e affrontò tematiche quali l'angoscia di vivere, la seconda guerra mondiale e l'esodo istriano.

## Filmografia
- Il canto dell'emigrante, regia di Andrea Forzano (1956)
- La finestra sul Luna Park, regia di Luigi Comencini (1957)